# Майди
Майди (пол. Majdy, нім. Mauden) — село в Польщі, у гміні Ставіґуда Ольштинського повіту Вармінсько-Мазурського воєводства.
Населення — 128 осіб (2011).

## Демографія
Демографічна структура станом на 31 березня 2011 року:
|          | Загалом | Допрацездатний вік | Працездатний вік | Постпрацездатний вік |
| -------- | ------- | ------------------ | ---------------- | -------------------- |
| Чоловіки | 66      | 12                 | 50               | 4                    |
| Жінки    | 62      | 8                  | 43               | 11                   |
| Разом    | 128     | 20                 | 93               | 15                   |